# Aš
Aš (en allemand : Asch) est une ville du district de Cheb, dans la région de Karlovy Vary, en Tchéquie. Sa population s'élevait à 12 684 habitants en 2025.

## Géographie
Aš se trouve à la frontière allemande, à 21 km au nord-ouest de Cheb, à 49 km à l'ouest de Karlovy Vary et à 161 km à l'ouest de Prague.
La commune est limitée par Krásná et Podhradí au nord, par l'Allemagne au nord-est et à l'est, par Hazlov au sud et par l'Allemagne à l'ouest.

## Histoire
La première mention écrite de la ville remonte à 1281.
Jusqu'en 1867, la ville faisait partie de l'empire d'Autriche, puis, après le compromis de 1867 de l'Autriche-Hongrie (Cisleithanie), étant chef-lieu (Bezirkhauptstadt) de l'arrondissement de Asch, l'un des 94 Bezirkshauptmannschaften (arrondissements) de Bohême.

## Population
Recensements (*) ou estimations de la population: de 1869 à 1910, les recensements organisés par l'Autriche-Hongrie sont officiellement datés du 31 décembre de l'année indiquée et indiquent que la ville était alors majoritairement peuplée d'Allemands des Sudètes, avec des minorités tchèque et juive. Après 1938 (accords de Munich) les Tchèques ont été expulsés vers le protectorat de Bohême-Moravie et les Juifs déportés à Theresienstadt par le Troisième Reich ; après 1945, ce sont les Allemands qui ont été expulsés vers la République fédérale d'Allemagne et remplacés par des Tchèques :
| 1869* | 1880*  | 1890*  | 1900*  | 1910*  | 1921*  | 1930*  | 1950*  |
| ----- | ------ | ------ | ------ | ------ | ------ | ------ | ------ |
| 9 405 | 13 209 | 15 557 | 18 674 | 21 880 | 19 525 | 22 930 | 10 784 |

| 1961* | 1970*  | 1980*  | 1991*  | 2001*  | 2011*  | 2016   | 2017   |
| ----- | ------ | ------ | ------ | ------ | ------ | ------ | ------ |
| 9 667 | 11 622 | 11 905 | 11 410 | 11 632 | 12 643 | 13 190 | 13 227 |

| 2018   | 2019   | 2020   | 2021*  | 2022   | 2023   | 2024   | 2025   |
| ------ | ------ | ------ | ------ | ------ | ------ | ------ | ------ |
| 13 245 | 13 210 | 13 182 | 12 257 | 12 483 | 12 804 | 12 783 | 12 684 |

## Patrimoine

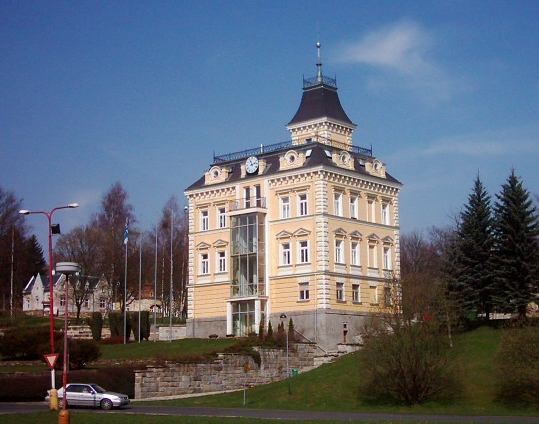
Aš : hôtel de ville.
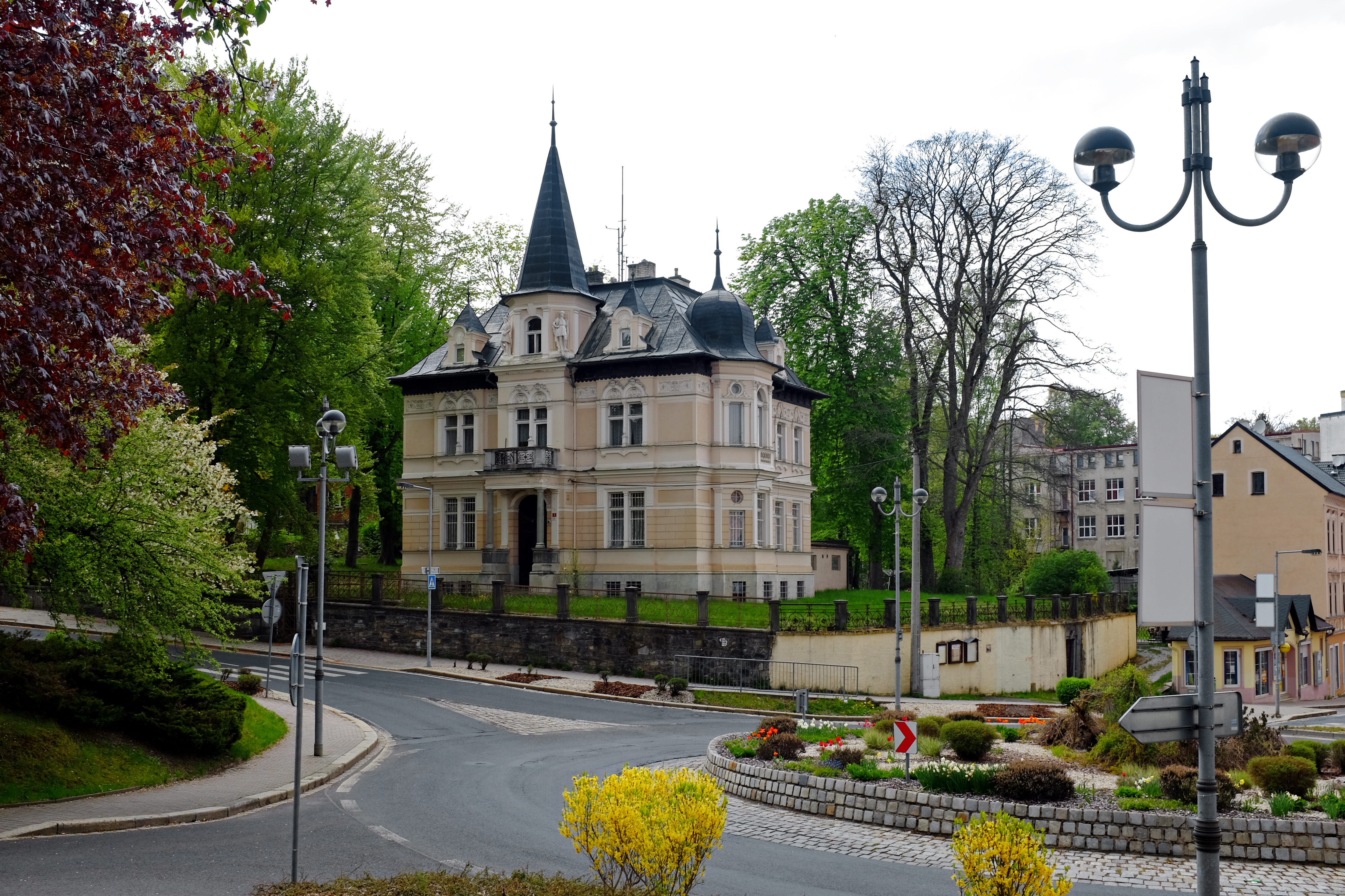
Villa de Gustav Geipel.